# 기젤라 한
기젤라 한(독일어: Gisela Hahn, 1943년 5월 13일~)은 독일의 배우이다.

## 작품 목록

### 영화
- 섹소 카니발 (1980년)
- 배틀 오브 더 스타 (1977년)
- 쥬리아 (1974년)
- 세자르와 로잘리 (1972년)
- 코미자르 X (1971년)
- 내 이름은 튜니티 (1970년) - 사라 역